# Казённый лес
«Казённый лес» (укр. «Казенний ліс», «Скарбовий ліс») — лесное урочище и памятник природы местного значения, расположенное на территории Святошинского района Киевского горсовета (Украина).

## История
Урочище является местом отдыха горожан.
С XIX века лес находился в казённой (государственной) собственности, откуда и происходит название. На рубеже XIX-XX веков превращается в зону отдыха. С середины XX века территория леса была частично застроена, в основном промышленными сооружениями, а также воинскими частями. К урочищу примыкает лесной массив с расположенным в нём Святошинским кладбищем.
В 1976 году на территории части лесного массива был создан парк отдыха «Совки» площадью 35,4 га.

## Описание
Территория урочища ограничена посёлком Жовтневое (на западе), улицей Жмеринская (на юге), промзонами Святошинской и Жмеринской улиц (например, ООО Альфа-тек, ООО Цем-Лит, ООО Киевский завод бытовой экспериментальной химии). На севере леса расположена система прудов.

## Природа
Лес представлен преимущественно сосной обыкновенной (Pínus sylvéstris).